# Colòmbia a la Copa del Món de futbol
Aquest és el registre dels resultats de Colòmbia a la Copa del Món. Colòmbia no ha estat mai campiona, i la seva millor actuació és la del 2014, quan van jugar els quarts de final.

## Resum d'actuacions
Campions      Finalistes      Tercers      Quarts
Un requadre vermell indica que eren amfitrions del campionat.
| Historial a la Copa del Món | Historial a la Copa del Món | Historial a la Copa del Món | Historial a la Copa del Món | Historial a la Copa del Món | Historial a la Copa del Món | Historial a la Copa del Món | Historial a la Copa del Món | Historial a la Copa del Món |
| Edició                      | Ronda                       | Posició                     | PJ                          | PG                          | PE                          | PP                          | GF                          | GC                          |
| --------------------------- | --------------------------- | --------------------------- | --------------------------- | --------------------------- | --------------------------- | --------------------------- | --------------------------- | --------------------------- |
| 1930                        | No era membre de la FIFA    | No era membre de la FIFA    | No era membre de la FIFA    | No era membre de la FIFA    | No era membre de la FIFA    | No era membre de la FIFA    | No era membre de la FIFA    | No era membre de la FIFA    |
| 1934                        | No era membre de la FIFA    | No era membre de la FIFA    | No era membre de la FIFA    | No era membre de la FIFA    | No era membre de la FIFA    | No era membre de la FIFA    | No era membre de la FIFA    | No era membre de la FIFA    |
| 1938                        | Abandonà                    | Abandonà                    | Abandonà                    | Abandonà                    | Abandonà                    | Abandonà                    | Abandonà                    | Abandonà                    |
| 1950                        | No hi participà             | No hi participà             | No hi participà             | No hi participà             | No hi participà             | No hi participà             | No hi participà             | No hi participà             |
| 1954                        | Sancionada                  | Sancionada                  | Sancionada                  | Sancionada                  | Sancionada                  | Sancionada                  | Sancionada                  | Sancionada                  |
| 1958                        | No es classificà            | No es classificà            | No es classificà            | No es classificà            | No es classificà            | No es classificà            | No es classificà            | No es classificà            |
| 1962                        | Primera fase                | 14s                         | 3                           | 0                           | 1                           | 2                           | 5                           | 11                          |
| 1966                        | No es classificà            | No es classificà            | No es classificà            | No es classificà            | No es classificà            | No es classificà            | No es classificà            | No es classificà            |
| 1970                        | No es classificà            | No es classificà            | No es classificà            | No es classificà            | No es classificà            | No es classificà            | No es classificà            | No es classificà            |
| 1974                        | No es classificà            | No es classificà            | No es classificà            | No es classificà            | No es classificà            | No es classificà            | No es classificà            | No es classificà            |
| 1978                        | No es classificà            | No es classificà            | No es classificà            | No es classificà            | No es classificà            | No es classificà            | No es classificà            | No es classificà            |
| 1982                        | No es classificà            | No es classificà            | No es classificà            | No es classificà            | No es classificà            | No es classificà            | No es classificà            | No es classificà            |
| 1986                        | No es classificà            | No es classificà            | No es classificà            | No es classificà            | No es classificà            | No es classificà            | No es classificà            | No es classificà            |
| 1990                        | Vuitens de final            | 14s                         | 4                           | 1                           | 1                           | 2                           | 4                           | 4                           |
| 1994                        | Primera fase                | 19s                         | 3                           | 1                           | 0                           | 2                           | 4                           | 5                           |
| 1998                        | Primera fase                | 21s                         | 3                           | 1                           | 0                           | 2                           | 1                           | 3                           |
| 2002                        | No es classificà            | No es classificà            | No es classificà            | No es classificà            | No es classificà            | No es classificà            | No es classificà            | No es classificà            |
| 2006                        | No es classificà            | No es classificà            | No es classificà            | No es classificà            | No es classificà            | No es classificà            | No es classificà            | No es classificà            |
| 2010                        | No es classificà            | No es classificà            | No es classificà            | No es classificà            | No es classificà            | No es classificà            | No es classificà            | No es classificà            |
| 2014                        | Quarts de final             | 5s                          | 5                           | 4                           | 0                           | 1                           | 12                          | 4                           |
| 2018                        | Vuitens de final            | 9s                          | 4                           | 2                           | 1                           | 1                           | 6                           | 3                           |
| 2022                        | No es classificà            | No es classificà            | No es classificà            | No es classificà            | No es classificà            | No es classificà            | No es classificà            | No es classificà            |
| 2026                        | Pendent                     | Pendent                     | Pendent                     | Pendent                     | Pendent                     | Pendent                     | Pendent                     | Pendent                     |
| 2030                        | Pendent                     | Pendent                     | Pendent                     | Pendent                     | Pendent                     | Pendent                     | Pendent                     | Pendent                     |
| 2034                        | Pendent                     | Pendent                     | Pendent                     | Pendent                     | Pendent                     | Pendent                     | Pendent                     | Pendent                     |
| Total                       | Quarts de final             | Quarts de final             | 22                          | 9                           | 3                           | 10                          | 32                          | 30                          |

## Xile 1962

### Primera fase: Grup 1
| Pos | Equip          | PJ | PG | PE | PP | GF | GC | GR    | Pts | Classificació           |
| --- | -------------- | -- | -- | -- | -- | -- | -- | ----- | --- | ----------------------- |
| 1   | Unió Soviètica | 3  | 2  | 1  | 0  | 8  | 5  | 1,600 | 5   | Avança a la segona fase |
| 2   | Iugoslàvia     | 3  | 2  | 0  | 1  | 8  | 3  | 2,667 | 4   | Avança a la segona fase |
| 3   | Uruguai        | 3  | 1  | 0  | 2  | 4  | 6  | 0,667 | 2   |                         |
| 4   | Colòmbia       | 3  | 0  | 1  | 2  | 5  | 11 | 0,455 | 1   |                         |

| Uruguai                 | 2–1     | Colòmbia         |
| ----------------------- | ------- | ---------------- |
| Cubilla 56' · Sasía 75' | Informe | Zuluaga 19' (p.) |

| Unió Soviètica                                  | 4–4     | Colòmbia                                            |
| ----------------------------------------------- | ------- | --------------------------------------------------- |
| Ivanov 8', 11' · Chislenko 10' · Ponedelnik 56' | Informe | Aceros 21' · Coll 68' (o.) · Rada 72' · Klinger 86' |

| Iugoslàvia                                     | 5–0     | Colòmbia |
| ---------------------------------------------- | ------- | -------- |
| Galić 20', 61' · Jerković 25', 87' · Melić 82' | Informe |          |

## Rússia 2018

### Primera fase: Grup H
| Pos | Equip    | PJ | PG | PE | PP | GF | GC | DG | Pts | Classificació        |
| --- | -------- | -- | -- | -- | -- | -- | -- | -- | --- | -------------------- |
| 1   | Colòmbia | 3  | 2  | 0  | 1  | 5  | 2  | +3 | 6   | Avança a segona fase |
| 2   | Japó     | 3  | 1  | 1  | 1  | 4  | 4  | 0  | 4   | Avança a segona fase |
| 3   | Senegal  | 3  | 1  | 1  | 1  | 4  | 4  | 0  | 4   |                      |
| 4   | Polònia  | 3  | 1  | 0  | 2  | 2  | 5  | −3 | 3   |                      |

| Colòmbia                         | 1–2     | Japó                       |
| -------------------------------- | ------- | -------------------------- |
| Carlos Sánchez 3' · Quintero 39' | Informe | Kagawa 6' (p.) · Osako 73' |

| Polònia | 0–3     | Colòmbia                                |
| ------- | ------- | --------------------------------------- |
|         | Informe | Y. Mina 40' · Falcao 70' · Cuadrado 75' |

| Senegal | 0–1     | Colòmbia    |
| ------- | ------- | ----------- |
|         | Informe | Y. Mina 74' |

### Segona fase

#### Vuitens de final
| Colòmbia                                   | 1–1 (pr.) | Anglaterra                                    |
| ------------------------------------------ | --------- | --------------------------------------------- |
| Y. Mina 90+3'                              | Informe   | Kane 57' (p.)                                 |
| Tanda de penals                            |           |                                               |
| Falcao · Cuadrado · Muriel · Uribe · Bacca | 3–4       | Kane · Rashford · Henderson · Trippier · Dier |